# 李希光
李希光（？—556年），北魏末年至北齐的軍人，渤海郡蓨县（今河北省景县）人。
北魏長廣郡太守李紹的儿子。普泰元年（531年）跟随高响应高欢信都起兵。中興元年（同年），担任安南将軍、安德郡太守。後在长广郡公高湛属下担任開府長史。武定七年（549年），跟随高岳平定潁川，封義寧县開国侯。历任潁州、梁州、南兗州刺史。北齐天保年間，担任揚州刺史。后来转任洛州刺史。
天保七年（556年）三月，李希光和蕭軌、東方老、裴英起、王敬宝渡长江出栅口，兵向梁山。南梁帐内荡主黄丛迎击，将其击败，火烧前军船舰。北齐整军退保芜湖。五月，到达秣陵故城。袭击攻克石头城。六月、萧轨在锺山西迎战陈霸先所率梁军，遇大雨，战败，李希光等人被俘杀。北齐追贈他为開府儀同三司、西兗州刺史。
其子李子令，官至尚書外兵郎中。武平末年，担任通直散騎常侍。隋朝開皇年間，在易州刺史任上去世。